# Orphelinat de l'Immaculée-Conception
L'Orphelinat de l'Immaculée-Conception, plus couramment appelé Orphelinat de Chicoutimi, est un ancien établissement d'assistance publique situé à Chicoutimi, au Québec, en activité de 1931 à 1968. Dirigé par la congrégation des Petites Franciscaines de Marie, il a accueilli pendant près de quatre décennies plusieurs centaines d'enfants orphelins, abandonnés ou retirés à leurs familles. Depuis les années 2000, l'institution fait l'objet de témoignages publics rapportant des sévices physiques, psychologiques et sexuels qui y auraient été commis.

## Histoire
Le projet d'orphelinat à Chicoutimi est porté par la congrégation des Petites Franciscaines de Marie,,. Le gouvernement du Québec accorde, le 24 avril 1930, une subvention de 200 000 $ pour soutenir le projet, à laquelle s'ajoute une contribution totale d'environ 100 000 $ provenant des villes de Chicoutimi, Bagotville, Arvida ainsi que du conseil de comté de Chicoutimi. Sa construction débute en mai 1930 sur un terrain offert par le Séminaire de Chicoutimi, situé au Côteau Saint-Michel, à l'extrémité du boulevard du même nom, aux limites est de la ville. Le 3 septembre 1931 l'évêque de Chicoutimi procède à une première bénédiction et célèbre la première messe à l'orphelinat. Deux jours plus tard, le 5 septembre 1931, l'établissement est reconnu comme institution d'assistance publique. L'établissement est inauguré le 4 novembre 1931. Dès la première année, 18 religieuses venues de Baie-Saint-Paul accueillent environ 400 enfants,.
L'orphelinat est alors organisé en plusieurs départements pour les garçons et les filles, ainsi qu'une crèche regroupant une centaine de poupons âgés de moins de trois ans. Les pensionnaires sont des enfants dits « illégitimes », abandonnés, orphelins ou placés en raison de la maladie, de la pauvreté ou de la désunion des parents,.
En 1942, environ 575 enfants sont encadrés par une soixantaine de religieuses. L'institution intègre également une école ménagère, devenue en 1948 l'Institut familial de l'Immaculée.
En octobre 1962, un agrandissement comprenant une chapelle est détruit par un incendie avant son achèvement,, le 21 novembre 1962. Au cours des années 1960, le nombre d'orphelins diminue, notamment en raison de la mise en place par l'État d'un réseau de foyers d'accueil et de nouvelles approches en matière de services sociaux,. L'établissement ferme officiellement ses portes le 30 juin 1968,. Les déficits financiers et la baisse de clientèle rendent la poursuite des opérations impossible,.
Le bâtiment est vendu à l'Université du Québec à Chicoutimi, puis transformé en édifice à bureaux,.
Les plans détaillés du bâtiment et de ses infrastructures, incluant les départements, la crèche, les installations mécaniques ainsi que les modifications effectuées lors de son aménagement ultérieur pour l'université, sont conservés par Bibliothèque et Archives nationales du Québec dans la Collection du Centre des archives nationales du Québec à Chicoutimi.
L'orphelinat figure sur la liste des établissements où le gouvernement du Québec reconnaît qu'il y a eu des abus et pour lesquels des survivants ont reçu une aide financière dans le cadre du Programme national de réconciliation avec les orphelins et orphelines de Duplessis.

## Allégations de sévices
Depuis la fin du XXe siècle, plusieurs anciens pensionnaires ont témoigné publiquement avoir subi des violences physiques, psychologiques ou sexuelles à l'orphelinat entre les années 1930 et 1960,. Les récits font état, entre autres, de punitions corporelles, de privations, de conditions de vie insalubres, de travail imposé aux enfants, ainsi que d'abus sexuels imputés à certaines religieuses et à des prêtres,.
Des témoignages évoquent aussi des décès d'enfants dans l'établissement, ainsi que des cas où les dépouilles n'auraient pas été remises aux familles ou dont l'inhumation demeure non documentée. Selon une recherche universitaire des années 1950, la mortalité infantile était élevée, particulièrement parmi les enfants de moins de trois ans.
La communauté des Petites Franciscaines de Marie a rejeté ces accusations, expliquant que de nombreuses religieuses ont dédié leur vie à l'accueil et aux soins d'enfants, et rappelant qu'un recours collectif portant sur ces faits avait été refusé par la Cour supérieure,.

## Recours judiciaires et demandes d'enquête publique
En 2018, un recours collectif a été déposé contre huit congrégations religieuses et le gouvernement du Québec, incluant les Petites Franciscaines de Marie, pour les sévices subis dans des orphelinats et asiles. Jugé trop large, le recours a été rejeté en Cour supérieure, confirmé en appel puis refusé en Cour suprême en 2023. Le juge de première instance avait toutefois laissé la porte ouverte à une action collective ciblée sur l'orphelinat de Chicoutimi.
En parallèle, d'anciens pensionnaires et des élus municipaux, notamment les mairesses de Saguenay et d'Alma, ont réclamé la tenue d'une enquête publique provinciale sur les événements allégués. Des commémorations ont également eu lieu devant l'édifice en mémoire des enfants décédés et des survivants,,.